# Rendőrség

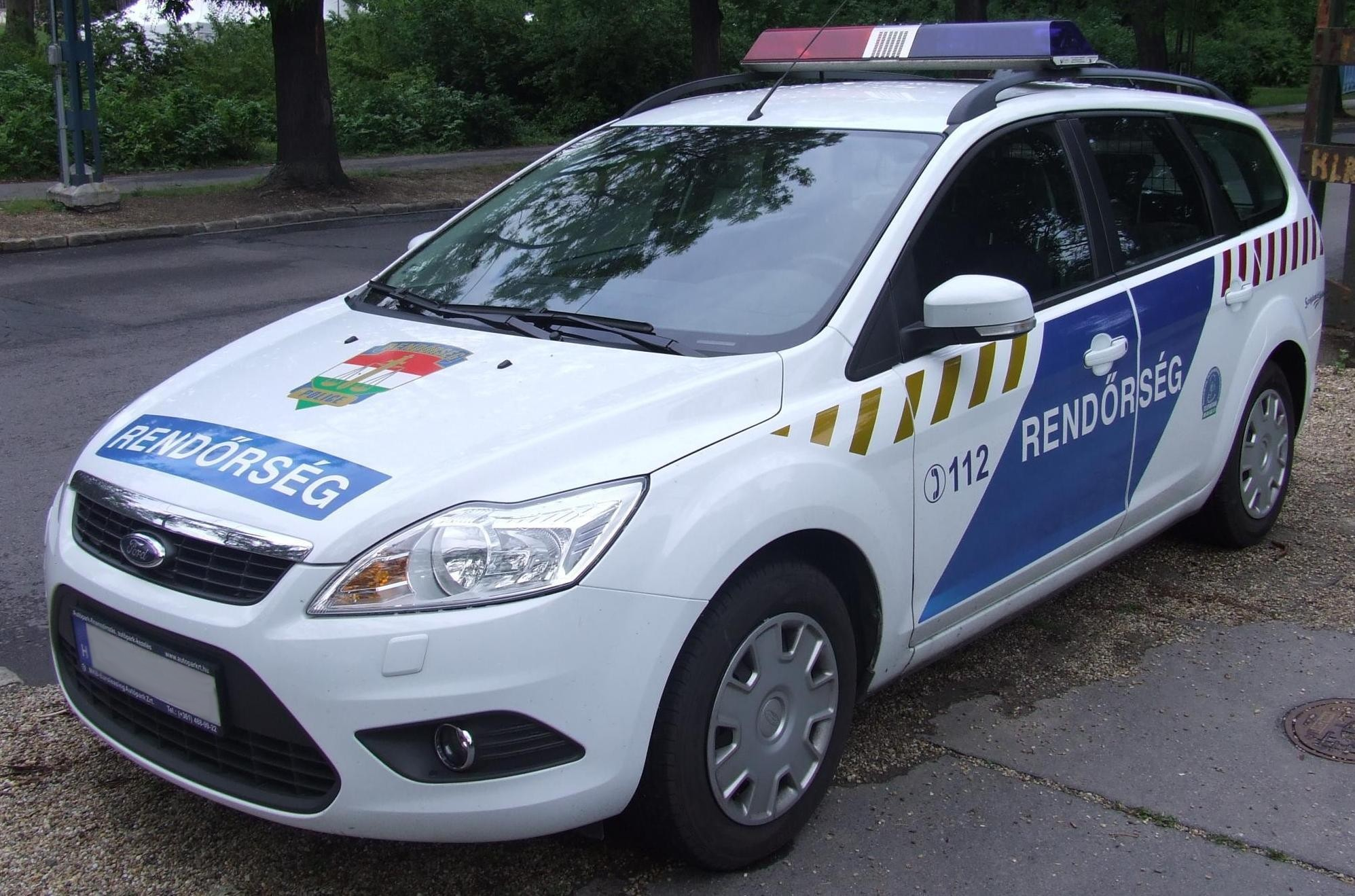
A Magyar Rendőrség által 2009-2013-ig használt Ford Focus rendőrautók egyike

A rendőrség olyan rendvédelmi szerv, melynek fő feladata a közbiztonság és a belső rend védelme, a törvények és bizonyos szabályok betartatása, a szabályszegőkkel szembeni eljárás megindítása. A testület a közigazgatás olyan rendészeti, polgári, fegyveres szervezete, amely a törvényvégrehajtás oldalán működik, miáltal védelmező és kényszerítő erővel felruházott, az erőszakot végső esetben alkalmazó intézmény.
A rendőrség tagjai és alkalmazottai hivatásuk gyakorlásakor, etikai alapszabályokat tartalmazó Hivatásetikai Kódex szerint tevékenykednek, amelyek igazodnak a rendőr különleges közszolgálati hivatásának alapkövetelményeihez.

## Kialakulása, előtörténete

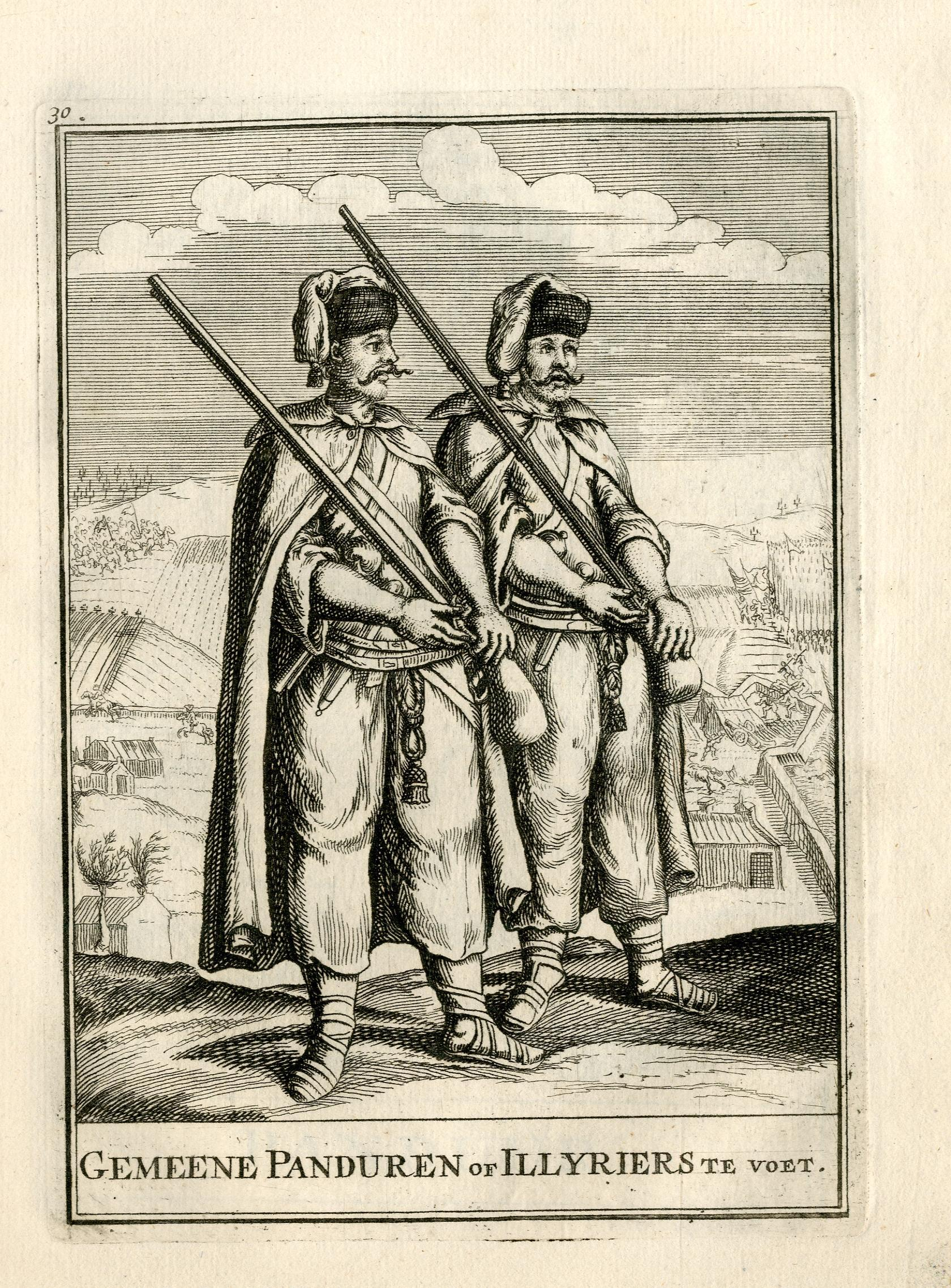
Pandúrok a 18. században. Magyarországon a 19. század második felében, kiegyezés után egy ideig az alapvetően polgári szervként működő pandúrok feleltek a városokon kívüli területek közbiztonságáért

A tilalmak áthágása, ugyanakkor a társadalmi biztonság igénye is egyidős az emberiséggel. Több ember jelenléte kialakította a rendet, majd annak védelmét, fenntartását, ami kezdetben közösségi jellegű volt, később különálló hatalmi formában mutatkozott meg. A külső támadás elleni védelmet a hadsereg nyújtotta, a belső rend biztosítását a rendőrség. A rendőrség a társadalmi fejlődés során az állammal egy időben jelent meg, mert nélküle ez utóbbi nem maradhatott volna fenn. Egyiptomban már a keresztény időszámítás előtt háromezer évvel kialakult a rendőri tevékenység. Jól tetten érhető a mózesi törvényekkel megalapozott zsidó rendfenntartásban, Indiában, a görög városállamokban és a római birodalomban egyaránt.
A modern rendőrség előtörténetében két fejlődési terület, az angolszász és a kontinentális lelhető fel. Előbbi szereplőjévé vált a seriff, azaz a megyei rendőrfőnök, a constable, vagyis a közrendőr és a békebíró. A kontinentális fejlődést a francia és a német terület jelentette, ahol meghatározóvá váltak a központosítási törekvések, beemelve az állami jelleget. A szabályozások mélyen belenyúltak az alattvalók életébe és elvezettek a rendőrállam kialakulásához, amelynek leglényegesebb vonása, hogy az állam a polgárok minden viszonyát szabályozza.
A görög eredetű politeia, aminek jelentése az állam helyes kormányzásának tudománya, méltán tekintheti magát annak a szónak, amiből a police, policáj kifejezések származnak. A latin politia, németül polizei, városi rendet jelent. Francia álláspont szerint a police kifejezés a francia policerből származik, aminek jelentése a nép hatalma. A rendőr, rendőrség szavak a nyelvújítás szülöttei. A rendőr szó első alkalommal 1823-ban, Márton József nyelvész lexikonában jelent meg, mint a német Polizei-Landreiter kifejezés magyar megfelelője. A rendőrség szó 1836-ban, Fogarasi János nyelvész zsebszótárában található, jogszabályban pedig először a mezei rendőrségről szóló 1840. évi IX. törvénycikkben látott napvilágot.

## A modern rendőrség létrejötte

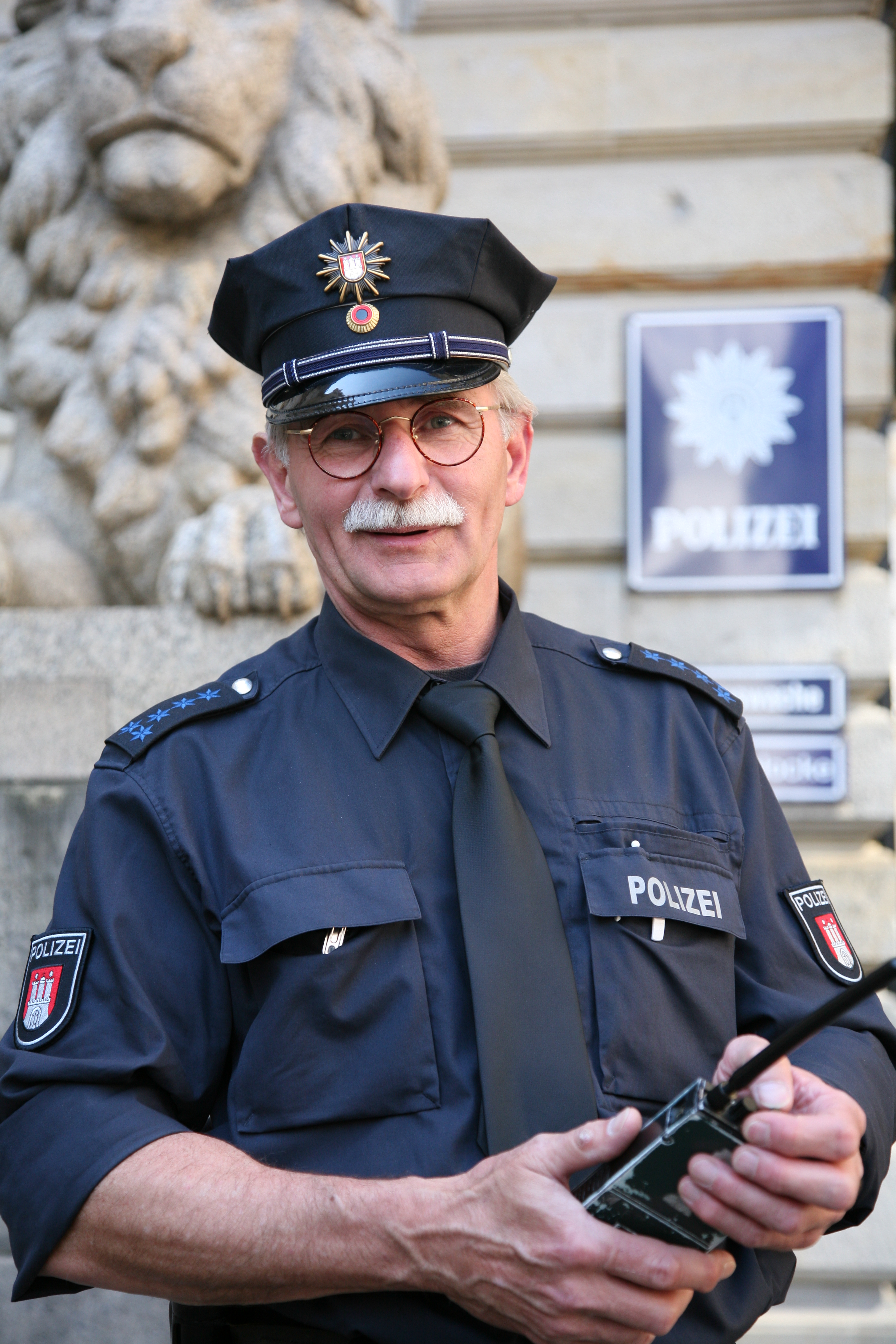
Magasrangú hamburgi rendőrtiszt

A modern rendőrség angolszász születése Sir Robert Peel belügyminiszter 1825-ben megfogalmazott elvei alapján határozható meg. Törvényi felhatalmazással államosították a londoni rendőrséget, melynek eredményeképpen megalakult a Metropolitan Police. A vidék tekintetében Peel kimondta, hogy a bűnözés helyi probléma, ezért a megelőzés és a nyomozás a helyi hatóságok feladata, amelyek nagy önállósággal rendelkeznek. Ilyenek az egymástól független és eltérő rendszerben működő városi és grófsági rendőrségek.
Az Amerikai Egyesült államok rendőrsége angliai vonásokkal jött létre. Az állami rendőrségek működése 1835-ben a Texas Rangers tevékenységével kezdődött. A szövetségi rendőrségnek két csoportja alakult ki, a katonai hatóságok és a polgári hatóságok. 1924-ben az igazságügy-minisztérium szervezetében látott napvilágot a Szövetségi Nyomozóiroda (Federal Bureau of Investigation, azaz az FBI). Szövetségi szervek még a bevándorlási határrendőrség, a kábítószer-ellenes iroda, a szeszesital-adó behajtási csoport, az adóhivatali nyomozó egység és a katonasággal együttműködő tengerparti rendőrség. A helyi rendőrségek a megyék és a városok egységei. Előbbiek élén a seriffek állnak, a városokban a rendőrfőnökök.
A kontinentális modern rendőrség legjellemzőbb képviselője a francia modell, melynek kiteljesedése a francia forradalom után következett be. Az egységessé váló rendőrség központi szerve a rendőr-minisztérium lett, amit néhány évtizednyi működés után feloszlattak, a testületet pedig a belügyminisztériumhoz csatolták. Az egyenruhás rendőrségen belüli egységek a városi rendőrségek, a készültségi rendőrség, a légi- és határrendőrség. A nemzeti rendőrség mellett működik a csendőrség.
A német rendőrség haladása követte a francia példát, amely mellett a szövetségi forma is jelen van.
A francia modellt a kontinentális államok többsége, kisebb nagyobb eltérések mellett, átvette, az államosítások a fővárosi testületek központi irányítás alá vételével kezdődtek meg.

## Rendőrségi típusok, formák
A francia felosztás két fő formát ölelt fel, nevezetesen a rendőrséget, ami a város érdekei egy részének igazgatását végezte és a politikai rendőrséget, ami a párizsi rendőrség államosításakor lépett színre. A politikai rendőrség esetlegesen kaphatja meg a rendőrség körébe sorolás lehetőségét.
A rendőrségi típusok meghatározásánál a történelmi időszakok mellett figyelembe veendők; a szervek kialakításának rendszere, az állami emberek részvétele, a működési költségek fedezetének biztosítási módja, az állomány feltöltése, szervezése.

### Állami rendőrség
Központi állami irányítás alatt álló, centrális szervezésű testület.

### Önkormányzati rendőrség
A helyi, általában városi, önkormányzat irányítása alatt, annak részeként működő szervezet.
Nem tévesztendő össze a Polgárőrséggel.

### Autonóm rendőrség
Olyan települések rendőrségei, amelyek területén más típusú rendvédelmi testület, például csendőrség vagy állami rendőrség, működik, költségeit a település fedezi, létrehozását felsőbb jóváhagyás előzi meg.

### Közösségi rendőrség
A rendőri tevékenység olyan módszere, amelyik figyelembe veszi a működési területén élő közösségek véleményét, a problémák megoldásához pedig a közreműködését igényli. Inkább rendőrségi program.

### Magánrendőrség
A magánbiztonság garantálására létrehozott vállalkozás, amelynek fő területei; a magánnyomozás, a személy- és vagyonvédelem és a biztonságtechnika.

## A rendőri működés határa
A rendőri működés határát a jogi szabályozás által adott keretek alkotják. A rendőrállam lebontása a testület feladatát a veszélyelhárítás területére törekedett szorítani. Ez tételes jogi alátámasztást nyert az 1794-ben kiadott porosz Allgemeines Landrecht-tel. A tevékenység kapcsán kerül felszínre a diszkrecionalitás és a generálklauzula. A 19-20. század fordulóján a magyar szakírók részleteiben is megfogalmazták a rendőrség mozgásterét. Karvasy Ágost szerint a határokat a következők jelzik: a polgárok sikertelen és erkölcstelen tevékenysége, az erkölcsiséggel egyezőség, egyéni jogok korlátozásának szűkítése, a legkisebb károkozás, a legbiztosabb eszközök megválasztása, a rendőri önkény távol tartása. Concha Győző felfogása arra utal, hogy a rendőrségnek jogalkotó tevékenysége ne legyen, szabályozó hatalma a legszűkebb körre szorítkozzék. A rendőri működés járulékos, azt meg kell előznie az állami vagy társadalmi működésnek. A rendőri fellépés során az egyes rendőrnek döntenie kell, hogyan cselekedjen, ha előre nem látott illetőleg előre nem szabályozott helyzetbe kerül. Ekkor merül fel a szabad belátás szerinti cselekvés a diszkrecionalitás. A rendőrállamban általános felhatalmazást kaptak a diszkrecinális jog gyakorlására a rendészeti tevékenységet végző szervek. Később a szabad belátás szerinti cselekvés folyamatosan szűkült, törekedve a rendőri túlhatalom megakadályozására. Ugyanakkor a mindent szabályozó jogalkotás megbénítaná a testület működését, midőn a közrend megzavarásának újabb és újabb változatai kerülnek elő. A megoldást többnyire a rendőrségi generális klauzula törvénybe iktatásában látják. Ez az általános felhatalmazás teremti meg a rendőrség számára a beavatkozási lehetőséget a speciális szabályokkal nem érintett területeken. A garanciális szabályoknak megfelelő példázata, a Budapest fővárosi rendőrség államosításáról szóló 1881. évi XXI. törvénycikk 8. szakasza, mely szerint a rendőri intézkedések: sohasem ellenkezhetnek jogszabályokkal, velük szemben a jogorvoslati lehetőség mindig nyitva kell álljon, a nyilvánosságban rejlő ellenőrzési lehetőséget ne zárják ki; kiadott rendeletei pedig: ideiglenes jellegűek, bizonyos cselekményekre szorítkozóak, meghatározott helyre és időszakra korlátozottak, az előírt közzétételi formához kötöttek. A rendőri működés határa tehát a jogrend.

### A rendőrség népszerűsége
A rendőrség a társadalomnak kellő érdeklődésére számot tartó szervezete. Működésének, létének megítéltetése mindenkor napirenden szerepel, népszerűsége kérdőjeles. Feladatainak végrehajtása során gyakran korlátozza az egyént és ezt mind individuum nem kedvelik. A testület tagjainak magatartása folyamatosan befolyásolja a rendőrségről kialakult képet. A modern francia rendőrség kapcsán, 1827-ben alkotott vélemények jelezték, hogy a rendőrök örökre beszennyezve maradnak a nemtelen emberek érintkezésétől, kiket alkalmaztak... A városi darabontok goromba, engedetlen és baromias emberek voltak, rendetlenséggel csinálták a rendet. Negyven évvel később, jelentős javulásról tettek említést, mivel a Páris városi darabontok fegyelmezve vannak...védői a gyengének, fenntartói a rendnek, őrei a becsületes emberek nyugalmának.
Benárd Ágost 1939-ben arra utalt, hogy a londoni bobby időleges népszerűsége mögött, az évszázados közös rendőri fellépés kötelessége mellett, egy rendkívül erőteljes, hosszú és rendszeres propaganda is állt. A kiegyezést követő, bőségesnek kevésbé nevezhető magyar szakirodalom képviselői a magyarországi népszerűtlenség alapjait, részben a politikai rendőri, részben az emberi viselkedés köreiben látták. Pichler Nándor szerint az ellenszenv okai a nagyközönség szokásban vett ingerlékenysége a rendőrség iránt és a testület hiányos szervezete. Ezek mögött húzódnak meg a titkos rendőrség ravasz, becstelen dolgoktól sem irtózó, kétes múlttal bíró kémei, akiktől a becsületesek tábora gyűlölettel fordul el. Őket is az állam fizeti, rendőrnek neveztetnek, miáltal lerontják az egész intézmény iránti tiszteletet. Nagy akadály, hogy a rendőrség a mindenkori jogrend őre, a törvényes kormány feltétlen eszköze, ezáltal szembe kerül a változtatásra törekvőkkel. A megelőzés a nemkívánatos eredmény beállta előtt jelenik meg, a közvélemény pedig abból ítél, ami történt, nem pedig abból, ami történhetett volna. A 19. század utolsó negyedétől a magyar rendőri vezetők különös figyelmet fordítottak a testület népszerűsítésére. A szolgálati útmutatások, szabályzatok előírták, hogy a rendőr megjelenése legyen mindig tisztességes és tiszta, magaviselete komoly, de előzékeny, fellépése határozott, de nem kihívó, hanghordozása erélyes, de nem kiabáló, járása nyugodt, de nem lomha. A rendőr ne keressen minden csekélységben kihágást, mert ez által csak gyűlöltté teszi a rendőri intézményt. A rendőrség népszerűségének kérdése ugyanúgy tartalmi változásokkal teli, ahogyan maga a testület. A megítéltetésben jelentőséggel bíró a politizáltság illetőleg a politikai párttagság, mellyel kapcsolatban napjainkig folynak viták. A testület imágó erősítő tevékenységének hatékonysága, eredményessége kevésbé érhető el belülről, bár kétségtelenül befolyásolható, a megítéltetés mindig kívülről érkezik.